# Inge Frohburg
Inge Frohburg (* 1937 in Offenbach am Main) ist eine deutsche Psychologin.

## Leben
Von 1964 bis 1969 studierte sie klinische Psychologie an der Humboldt-Universität zu Berlin. Nach der Promotion 1975 zum Dr. rer. nat., der Facultas Docendi 1979 und der Habilitation 1985 war sie seit 1990 Dozentin und seit 1992 Professorin für das Lehrgebiet Klinische Psychologie / Psychotherapie an der Humboldt-Universität zu Berlin.

## Schriften (Auswahl)
- Forschung in der Psychotherapie-Ausbildung. Notwendigkeit – Möglichkeiten – Ergebnisse. Berlin 1985.
- Psychotherapie-Ausbildung. Beitrag zur wissenschaftlichen Begründung von Zielstellungen, Inhalten und Methoden. Leipzig 1988.
- Blickrichtung Psychotherapie. Potenzen – Realitäten – Folgerungen. Berlin 1996.
- Zwölf Beiträge zum sozialrechtlichen Anerkennungsverfahren der Gesprächspsychotherapie. Köln 2007, ISBN 3-926842-39-3.